# Тунель в районі станиці Новагинської
Тунель в районі станиці Новагинської — залізничний тунель Північно-Кавказької залізниці у районі станиці Новагинської.
БудівництвоПроект було розпочато у 2006 році. Генпідрядником будівництва виступає ВАТ «Бамтоннельстрой»(Красноярськ) .
ОписТунель є другою колією дільниці Бєлорєченська — Туапсе. На час початку реалізації проекту тут існувала одноколійна залізниця, і ця обставина значно знижувало пропускну спроможність при доставці пасажирів й вантажів до Сочі.
Задля збільшення товарообігу тунелю буде побудовано залізничний міст через річку Пшиш.
Після реалізації проекту залізниця зможе перевозити як мінімум 2 рази більше вантажів і пасажирів.